# Regola per sopravvivere
Regola per sopravvivere è un'antologia di racconti horror e fantascientifici dello scrittore statunitense Richard Matheson.

## Storia editoriale
L'opera è stata edita esclusivamente in Italia nel maggio 1977, curata da Carlo Fruttero e Franco Lucentini per la collana di fantascienza Urania Classici (n. 2).

## Titoli
- Su dai canali (Through Channels, 1953). Traduzione di Carlo Fruttero e Franco Lucentini
- Una chiamata per Miss Keene (Long Distance Call, 1953). Traduzione di Anna Maria Valente (conosciuto anche come Una chiamata da lontano)
- La casa della follia (Mad House, 1952). Traduzione di Hilja Brinis
- Scomparsa graduale (Disappearing Act, 1953). Traduzione di Andreina Negretti
- Qualcosa che non va? (The Edge, 1958). Traduzione di Anna Maria Valente (conosciuto anche come L'orlo)
- Nato d'uomo e di donna (Born of Man and Woman, 1950). Traduzione di Carlo Fruttero
- Topi migratori (Lemmings, 1957). Traduzione di Andreina Negretti (conosciuto anche come Lemming)
- C... (F...). Traduzione di Adalberto Chiesa
- Gli anni della Grande Macchina (Shipshape Home, 1952). Traduzione di T.A.
- Isolato in partenza. Traduzione di T.A (conosciuto anche come Appartamento a basso canone)
- Il relitto (Death Ship, 1953). Traduzione di Anna Maria Valente (conosciuto anche come L'astronave della morte)
- Regola per sopravvivere (Pattern for Survival, 1955). Traduzione di Franco Lucentini.

## Edizioni
- Richard Matheson, Regola per sopravvivere, traduzione di vari, n. 2, collana Urania Classici, Arnoldo Mondadori Editore, 1977.